# Chrysuronia humboldtii
A Chrysuronia humboldtii a madarak osztályának sarlósfecske-alakúak (Apodiformes) rendjébe és a kolibrifélék (Trochilidae) családjába tartozó faj.

## Rendszerezése
A fajt Jules Bourcier és Étienne Mulsant írták le 1852-ben, a Trochilus nembe  Trochilus humboldtii néven. Sorolták az Amazilia nembe Amazilia humboldtii néven és a Hylocharis nembe Hylocharis humboldtii néven is.

## Előfordulása
Panama, Ecuador, és Kolumbia területén honos. Természetes élőhelyei a szubtrópusi vagy trópusi síkvidéki esőerdők és mangroveerdők, valamint másodlagos erdők. Állandó, nem vonuló faj.